# Jarlabankestenarna
Jarlabankestenarna är en grupp om ca 20 runstenar som är resta av den uppländske stormannen Jarlabanke och hans ätt på 1000-talet.

## Stenar resta av Estrid, Jarlabankes farmor
Estrid Sigfastsdotter var Jarlabankes farmor och hon reste stenar över sin son Gag (Jarlabankes farbror), Östen (Jarlabankes farfar och Estrids förste make) och sina söner Ingefast (Jarlabankes far) och Ingvar (Jarlabankes (halv)farbror) samt över Ingvar (Estrids andre make) och Rangvald, Estrids styvson.
Sten U 101 är ristade i samband med byggandet av en väg från Hagby i Täby till Ed vid Edsviken.
- U 137 - Östen och Estrid reste stenarna efter Gag, sin son.
vid Broby bro
- U 136 - Estrid lät resa dessa stenar efter Östen, sin man, som drog till Jerusalem och dog borta i Grekland.
vid Broby bro
- U 101 - Häming och Jarlabanke lät röja väg och göra broar efter sin fader och Estrid efter sina söner Ingefast och Ingvar. Gud hjälpe deras ande.
vid Södersätra
- U 310 - Estrid lät göra bron efter Ingvar, sin man, och efter Ragnvald, hans son
vid Hargs bro

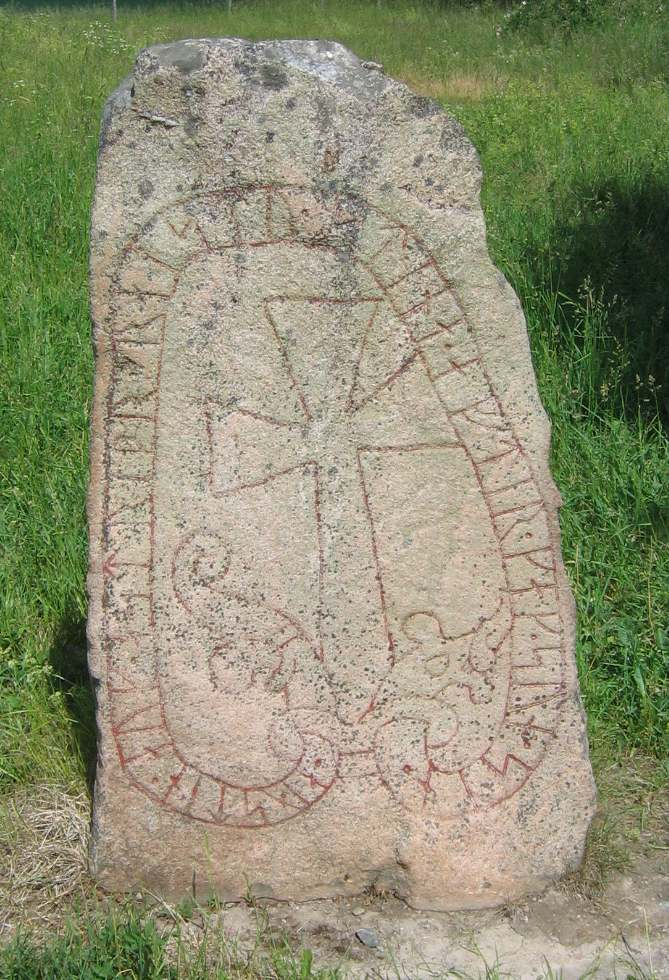
U 137, Broby bro
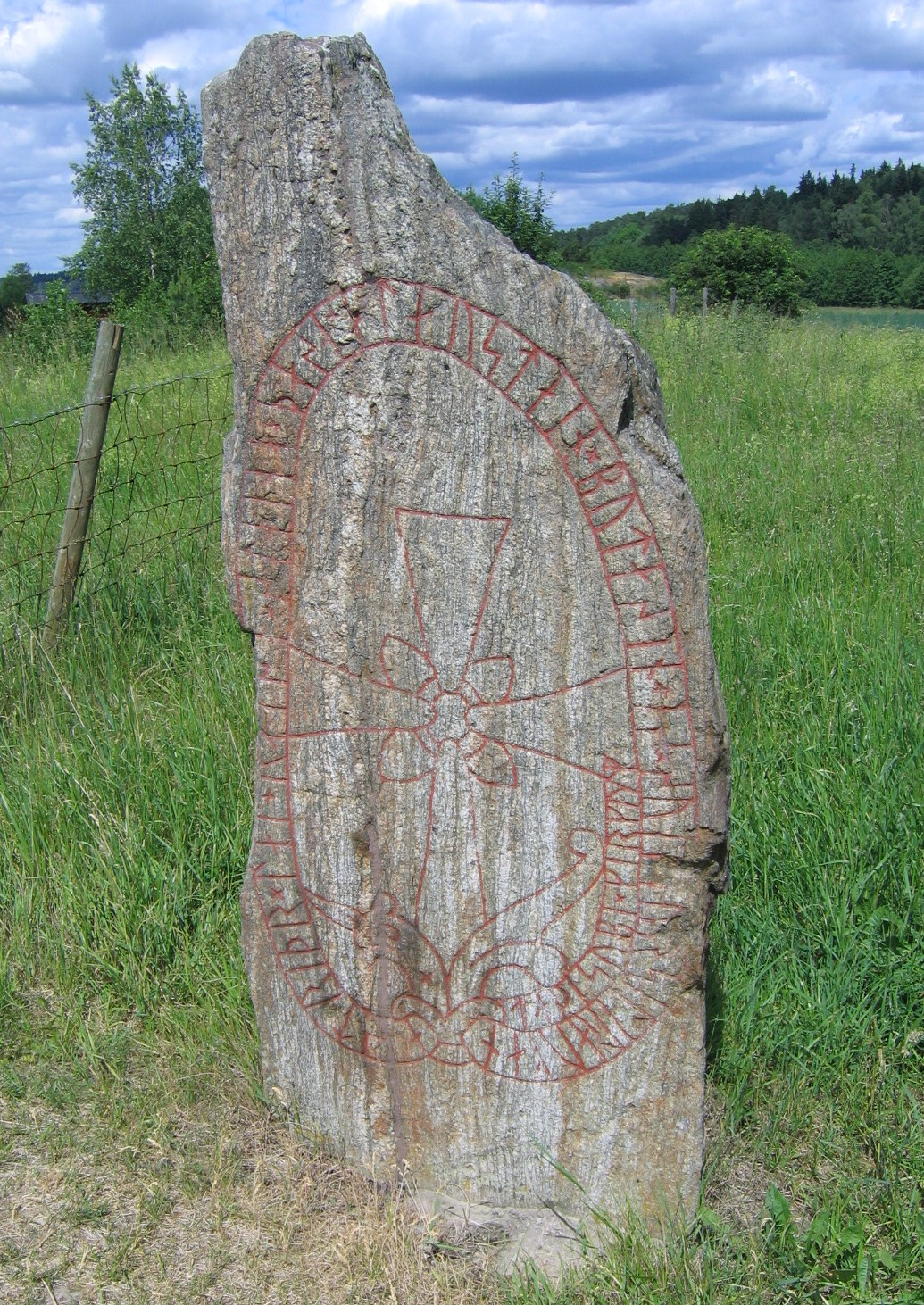
U 136, Broby bro
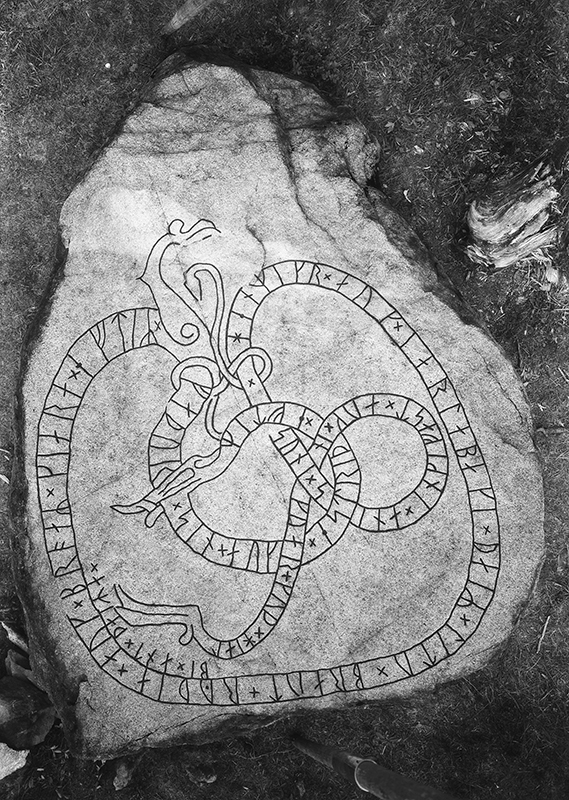
U 101, Södersätra
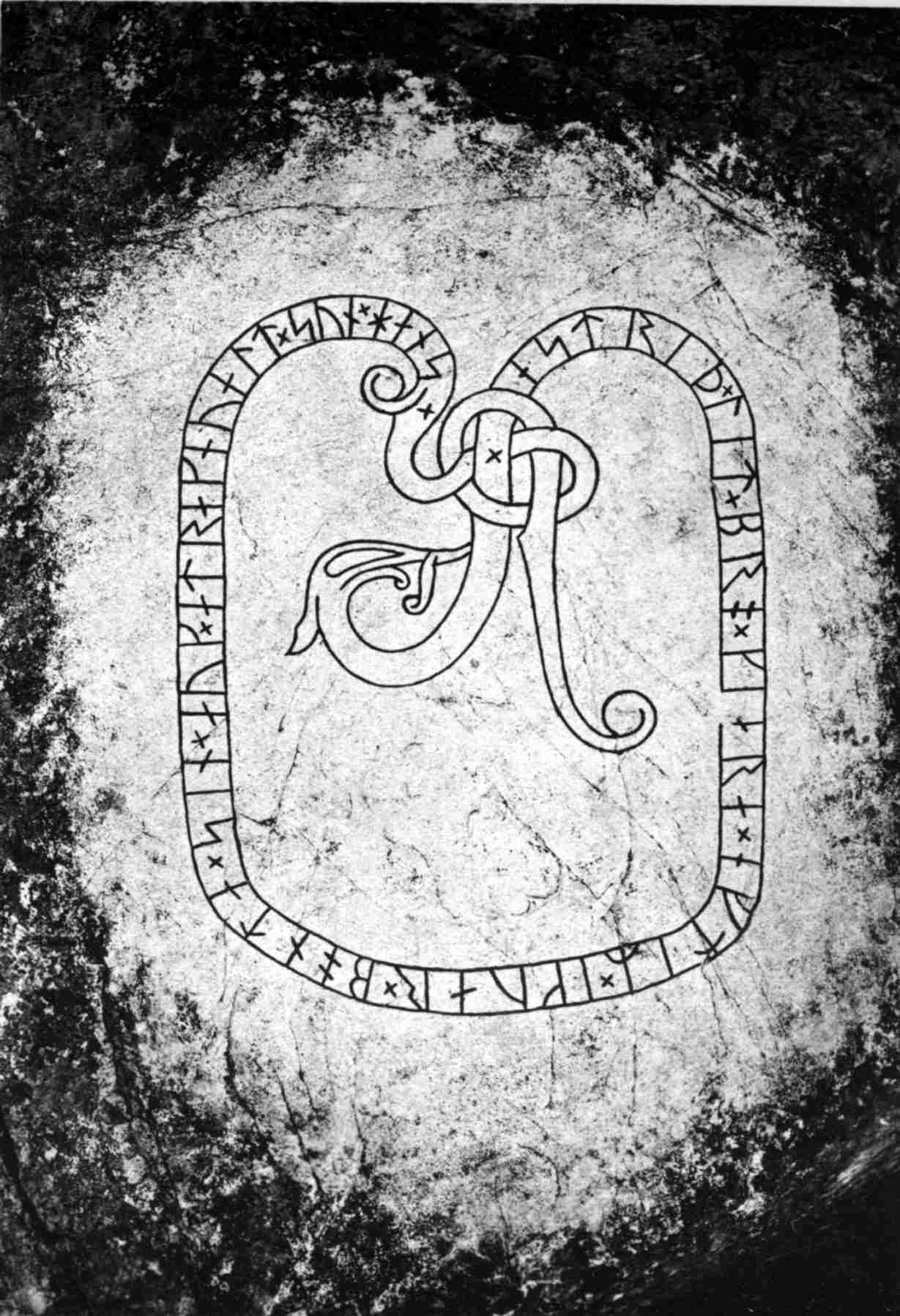
U 310, Hargs bro

## Stenar resta av Ingefast, Jarlabankes far
Ingefast var Jarlabankes far och reste stenar över Östen (Jarlabankes farfar) och sin första hustru Ragnfrid.
- U 135 - Ingefast och Östen och Sven lät resa dessa stenar efter Östen, sin far, och de gjorde denna bro och denna hög.
vid Broby bro
- U 148 - Ingefast lät rista dessa runor efter Ragnfrid sin hustru, och Häming efter sin mor
vid Hagby

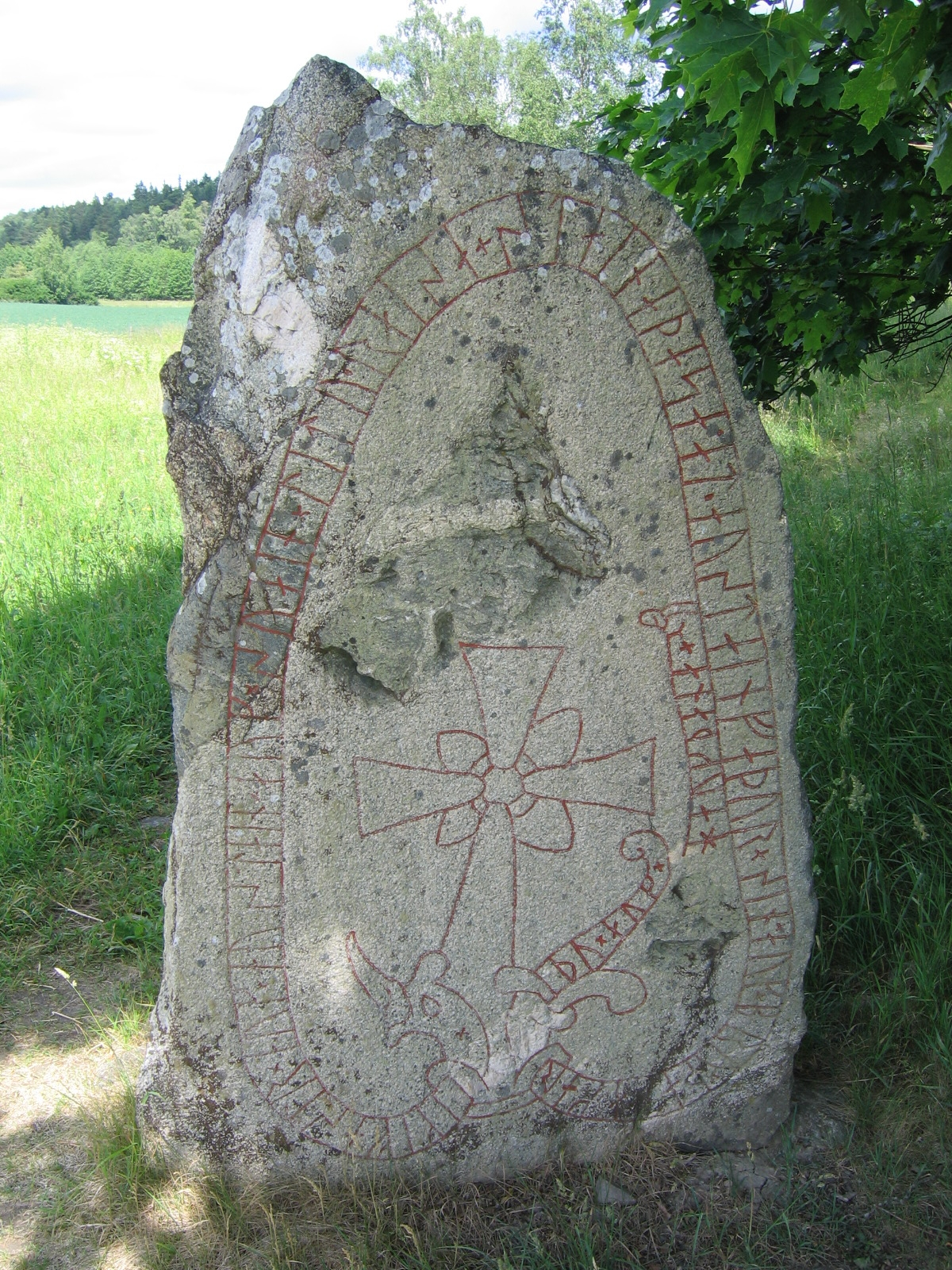
U 135, Broby bro
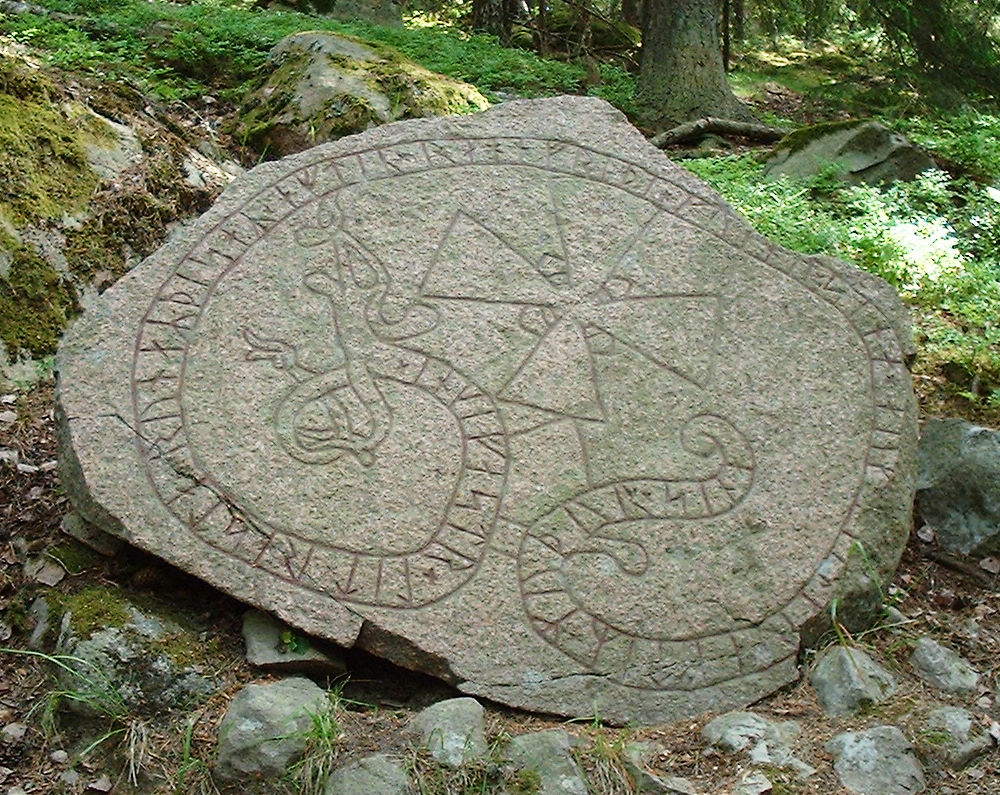
U 148 vid Hagby

## Stenar resta av Jorun, Jarlabankes mor
Jorun var Jarlabankes mor och Ingefasts andra hustru. Hon reste stenar över sin man Ingefast tillsammans med Jarlabanke och sin styvson Häming (Ragnfrid och Ingefast son). Estrid reste samma sten(ar) över sin son Ingvar. 
Det är troligt att halvbröderna Ingefast och Ingvar omkommit utomlands.
Stenarna är ristade i samband med byggandet av en väg från Hagby i Täby till Ed vid Edsviken.
- U 143  - Jorun lät göra broar efter sin man och Häming och Jarlabanke efter Ingefast, Estrid efter Ingvar, en mycket duglig ung man.
vid Hagby
- U 147  - Jorun ... de lät hugga stenarna efter Ingefast och Ingvar.
vid Hagby

## Jarlabankes självresta stenar
Så många som sex av stenarna har Jarlabanke låtit resa till minne av sig själv. Dessa stenar har i stort sett samma ordalydelse. Fyra av dessa stenarna fanns ursprungligen vid Jarlabankes bro i Täby kyrkby, men endast två finns kvar på den ursprungliga platsen. Jarlabankes bro är byggd över sankmarken vid Täby tä, där tä betyder smal väg mellan gärdesgårdar eller liknande.
Det har ansetts att det är en och samma Jarlabanke som omnämns på alla självresta stenar och de flesta övriga Jarlabankestenarna även om det varit känt att han hade en (halv)farbror med samma namn. Nu finns också en teori som hävdar att två (U 127 & U 164) av de sex självresta stenarna är resta av farbrodern Jarl Banke, även han en storman i Täby. I så fall skulle Jarlabankes bro ursprungligen byggts av (halv)farbrodern Jarl Banke.
- U 127 - Jarlabanke lät resa dessa stenar efter sig, medan han levde, och han gjorde denna bro för sin själ, och han ägde ensam hela Täby.
Flyttad från Jarlabankes bro till Danderyds kyrka under medeltiden.[2]
- U 261 - Jarlabanke lät resa dessa stenar efter sig, medan han levde, och han gjorde denna bro för sin själ, och han ägde ensam hela Täby.
Flyttad från Jarlabankes bro till Fresta kyrka.[2]
- U 164 - Jarlabanke lät resa dessa stenar efter sig, medan han levde, och han gjorde denna bro för sin själ, och han ägde ensam hela Täby. Gud hjälpe hans själ.
vid Jarlabankes bro
- U 165 - Jarlabanke lät resa dessa stenar efter sig, medan han levde, och han gjorde denna bro för sin själ ... ägde hela Täby.
vid Jarlabankes bro
- U 212 - Jarlabanke lät resa denna sten efter sig, medan han levde, och han ägde ensam hela Täby. Gud hjälpe hans själ. Jarlabanke lät resa denna sten efter sig, medan han levde, och han gjorde denna tingsplats, och han ägde ensam hela Täby.
vid Vallentuna kyrka
- U 149 - Jarlabanke lät ... stenen efter sig själv och röjde väg.
försvunnen från Hagby

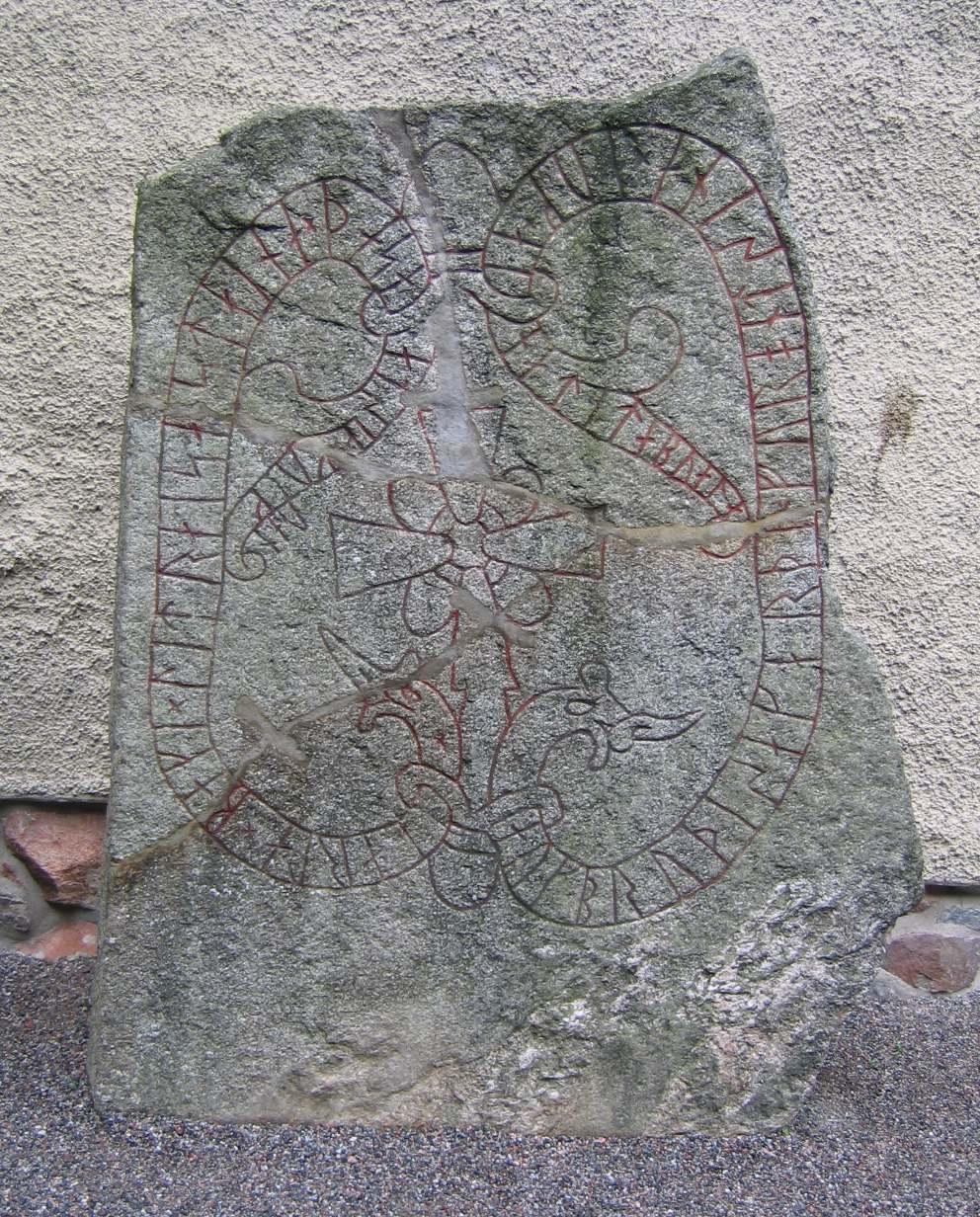
U 127, Danderyds kyrka
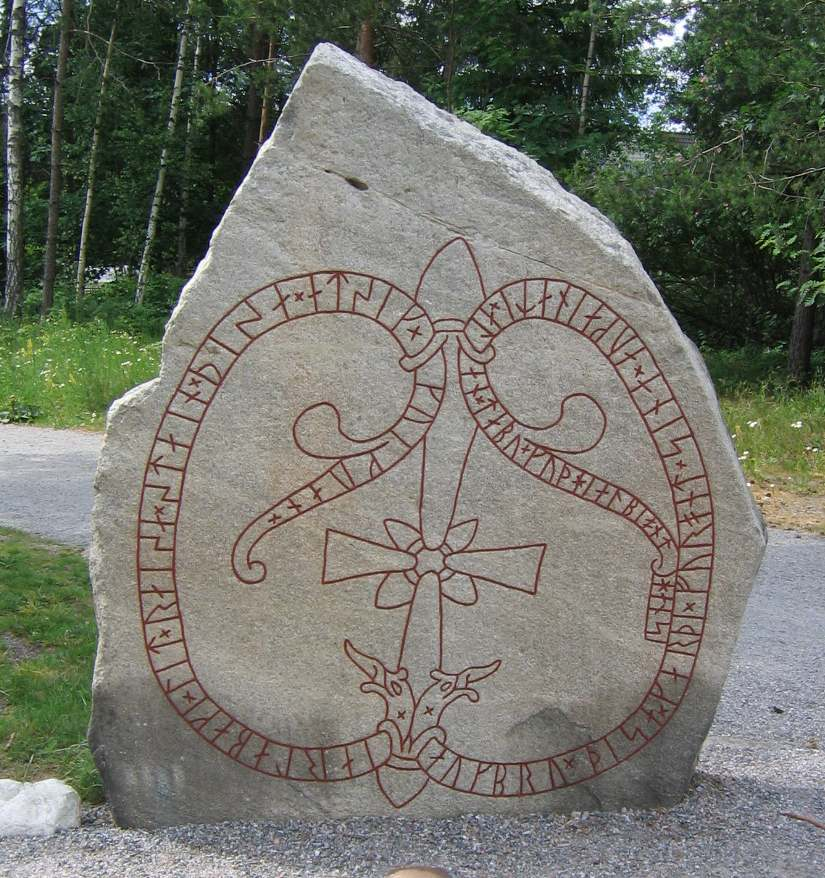
U 164, Jarlabankes bro
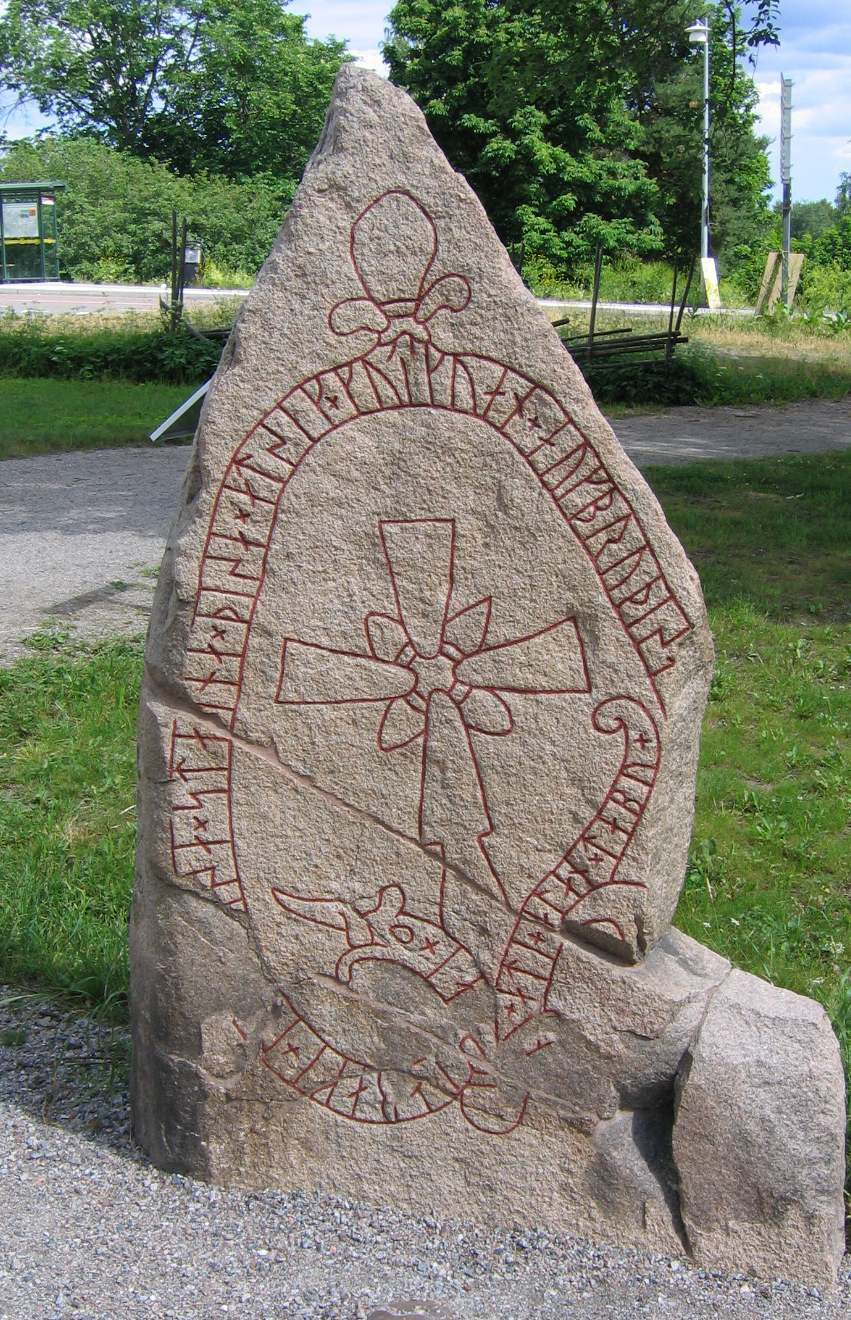
U 165, Jarlabankes bro
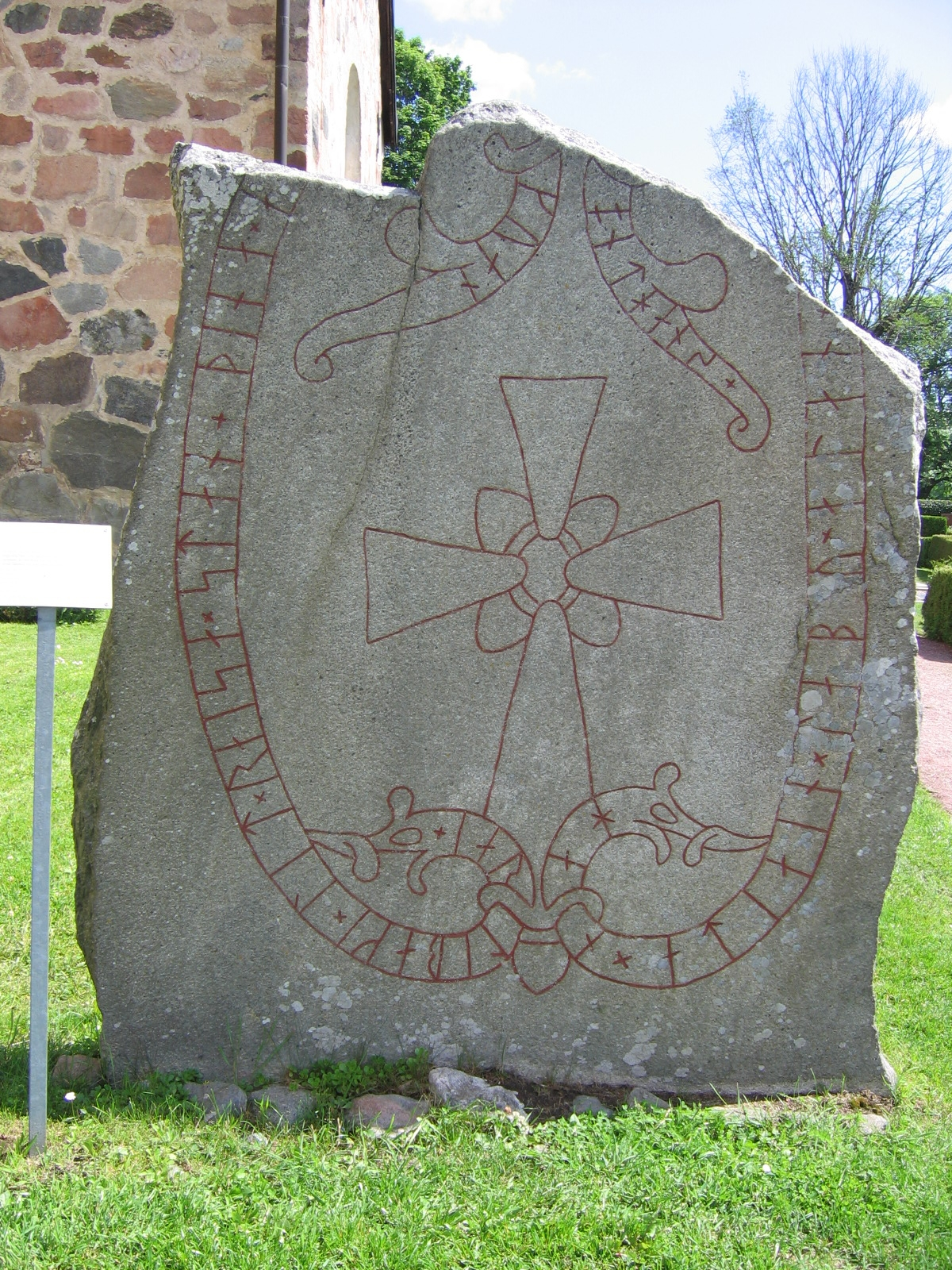
U 212, Vallentuna kyrka
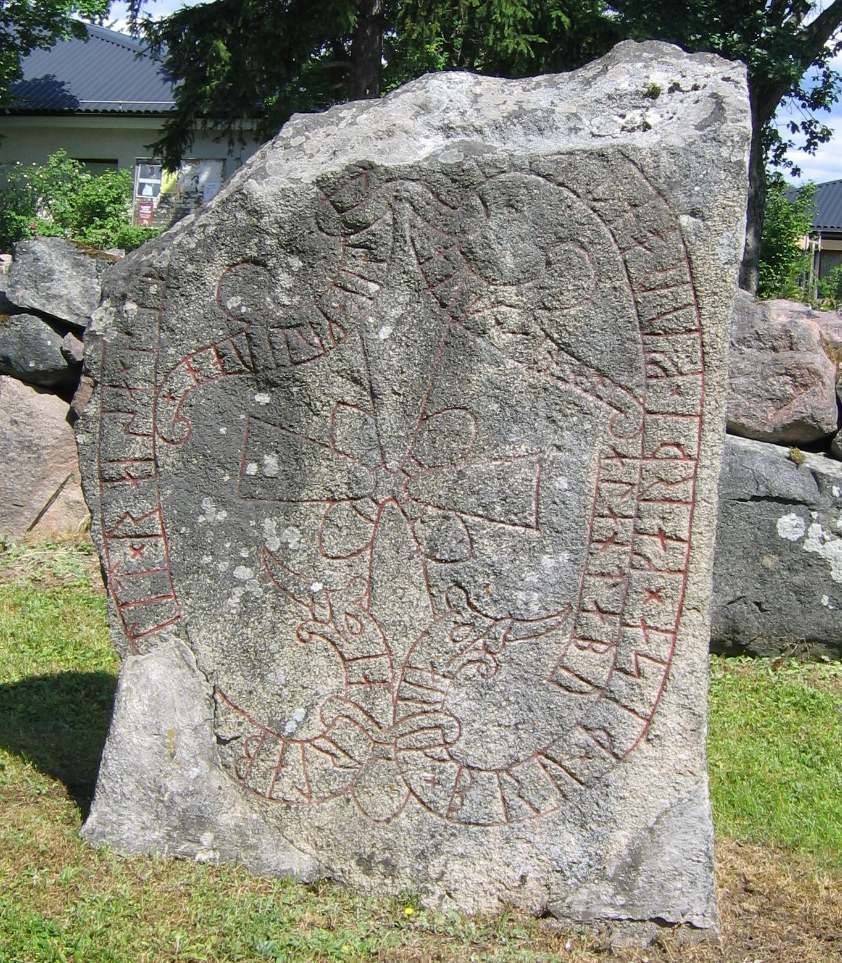
U261, Fresta kyrka

## Stenar resta av Jarlabanke
Tre av dessa stenar (U 143, U 140 och U 150) har ansett vara resta av stormannen Jarlabanke medan U 309 och U 310 har ansetts vara resta av Jarlabankes (halv)farbror med samma namn. En konsekvens av det är att Jarlabanke hade två hustrur, först Fastvi och sedan Jorun, och att Sven var Jarlabankes son.
Enligt en nyare teori är även U 140 och U 150 resta av (halv)farbrodern Jarl Banke. I så fall så var Fastvi istället gift med (halv)farbrodern Jarl Banke och Sven var Jarl Bankes son.
- U 143  - Jorun lät göra broar efter sin man och Häming och Jarlabanke efter Ingefast, Estrid efter Ingvar, en mycket duglig ung man.
vid Hagby
- U 140 - Jarlabanke ... Han dog i Grekland.
vid Broby bro
- U 150 - Jarlabanke och Fastvi de lät resa stenarna efter Sven, sin son.
vid Karby
- U 309 - Sigvid och Ingvar och Jarlabanke lät rista runorna efter Ingvar, sin fader, och efter Ragnvald, sin broder.
vid Hargs bro

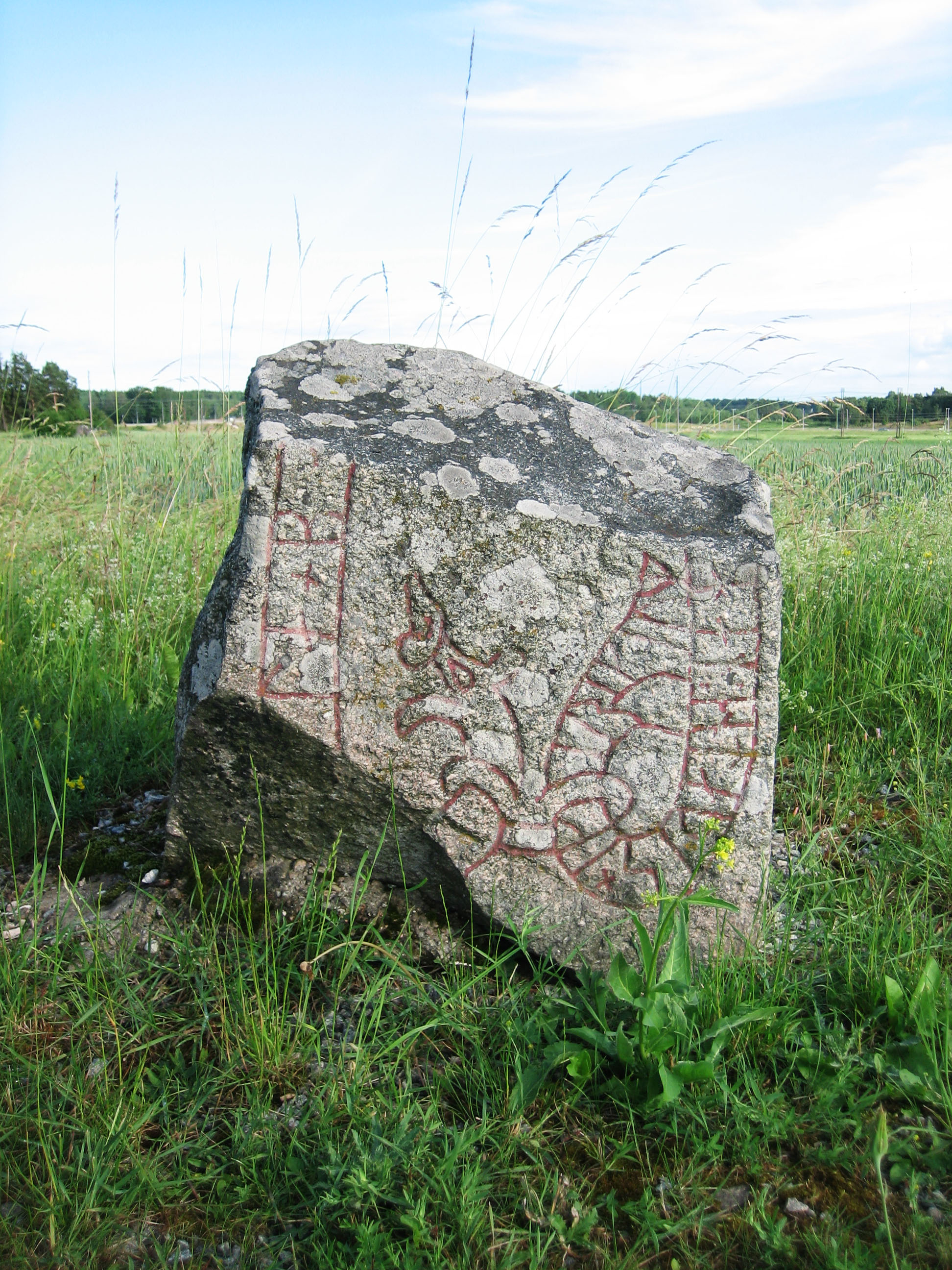
U 140, Broby bro
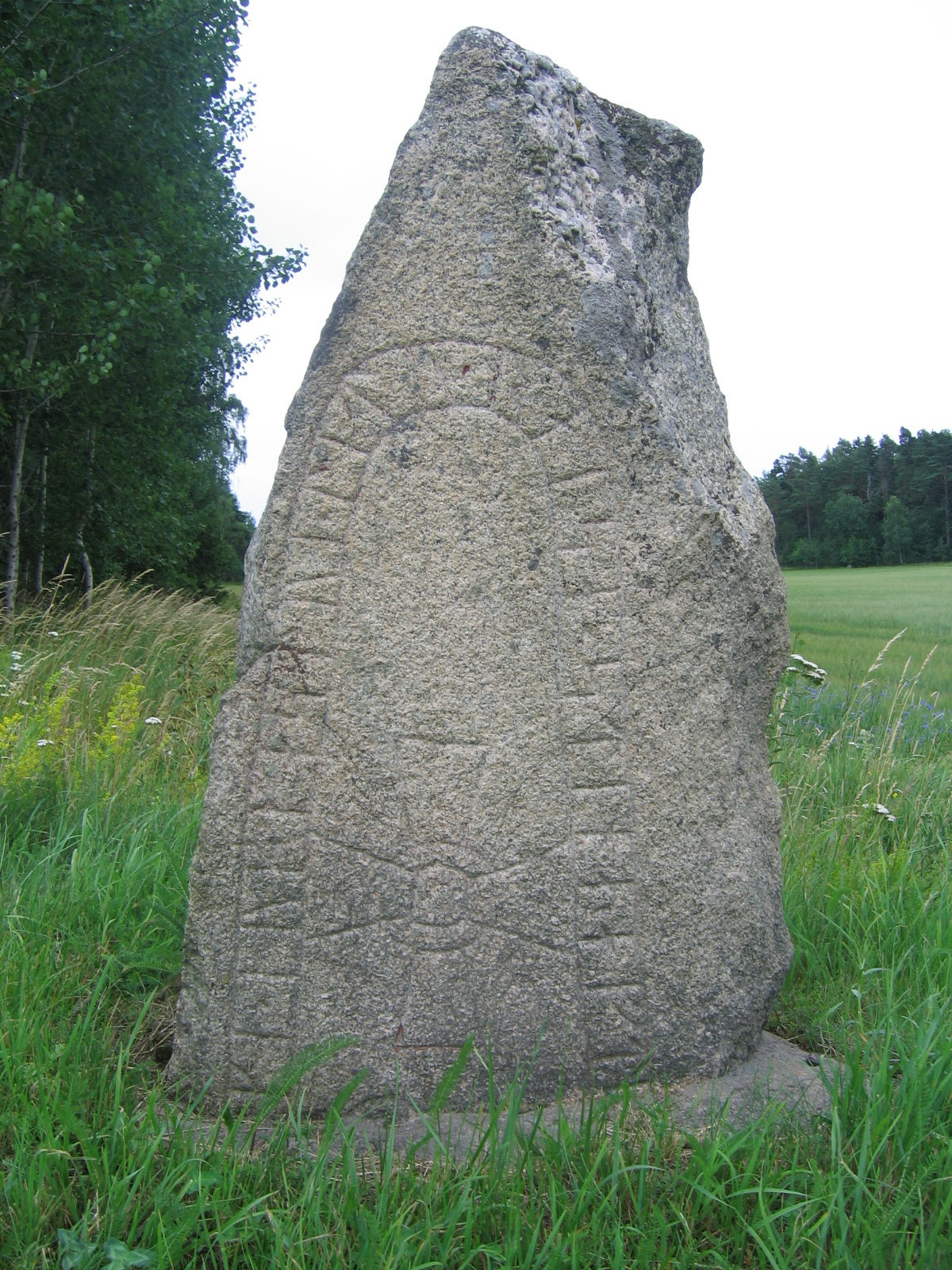
U 150, Karby
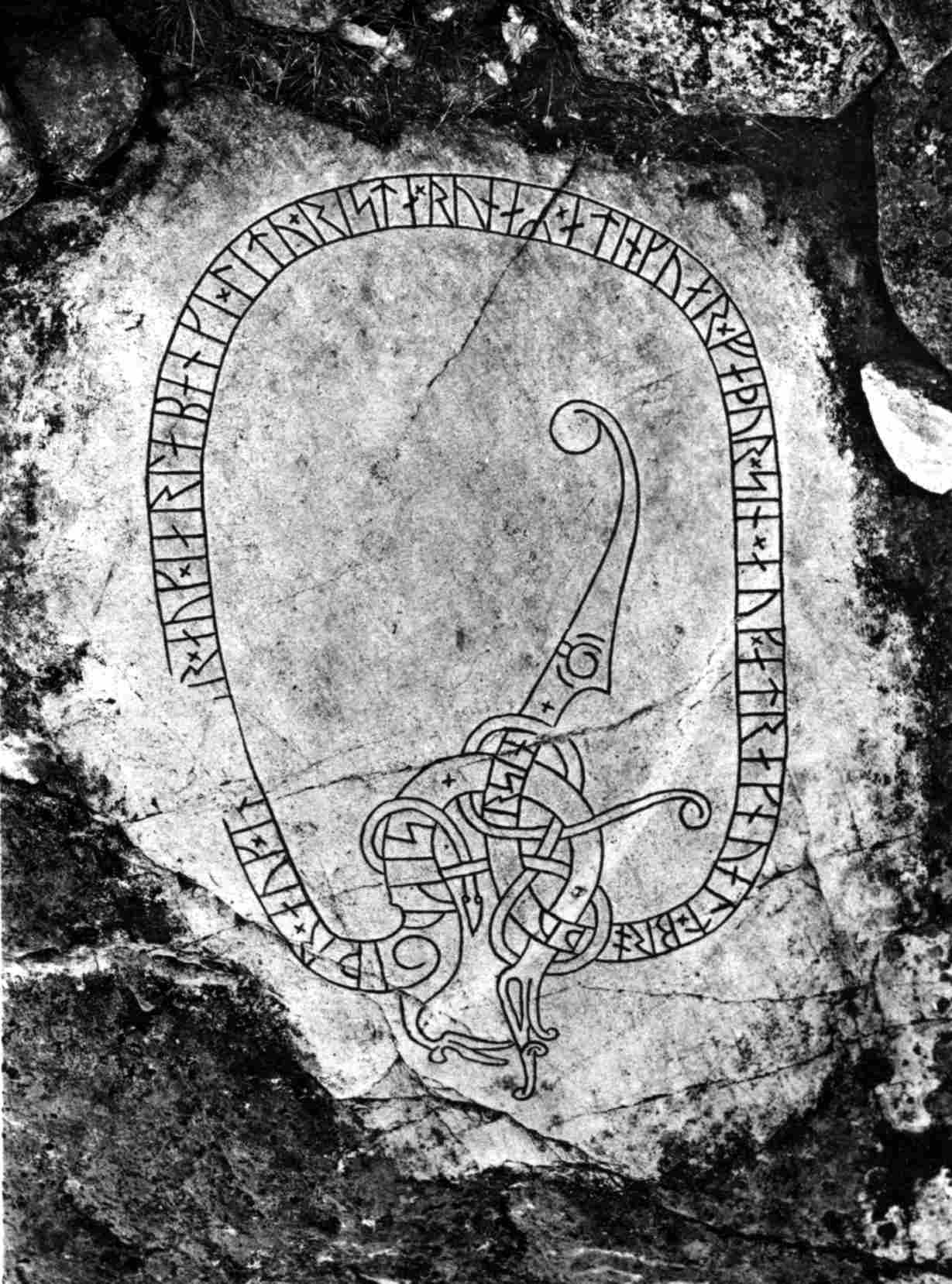
U 309, Hargs bro

## Sten rest av Ingefast, Jarlabankes son
Ingefast var Jarlabankes son och reste en sten över Jarlabanke tillsammans med sin mor Kätillö. Både Jarlabankes far och son hette alltså Ingefast. Det var vanligt att namn ärvdes. 
- U 142 - Ingefast lät resa sten och göra bron efter Jarlabanke, sin fader och Joruns son, och Kätillö lät (resa stenen) efter sin man. Öpir ristade.
vid Fällbro

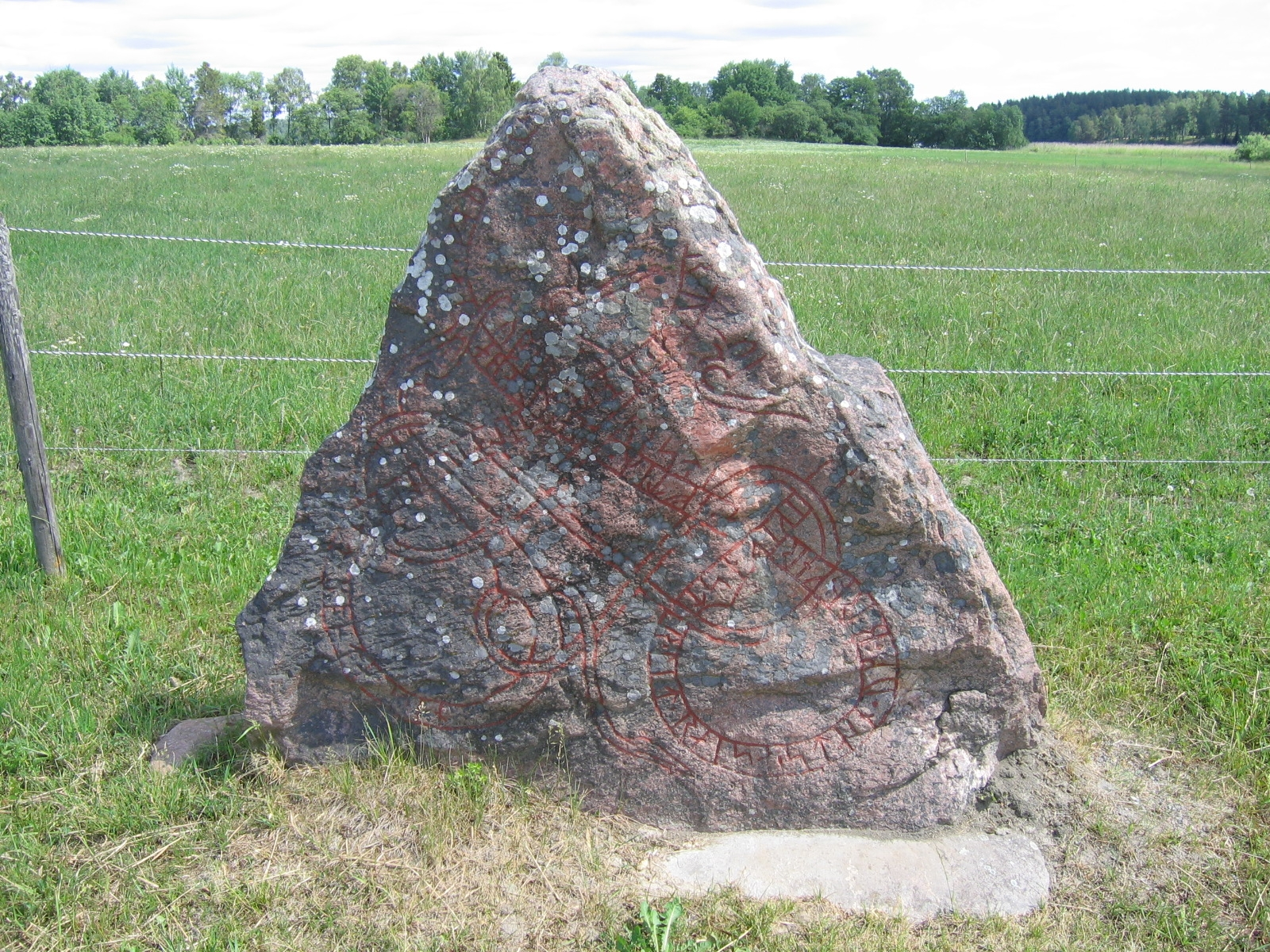
U 142, Fällbro

## Släktträd

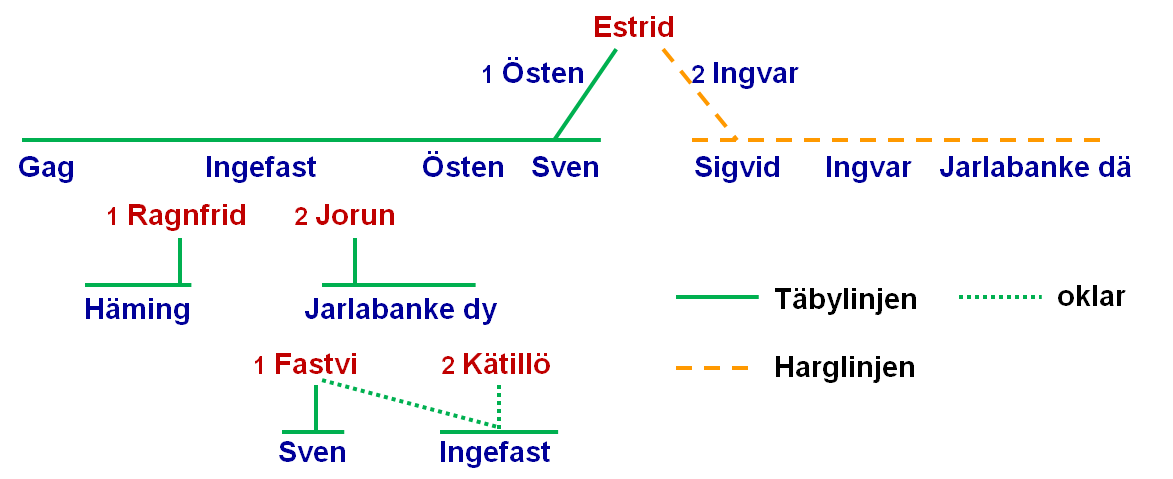
Jarlabankes ätt enligt vedertagen uppfattning.
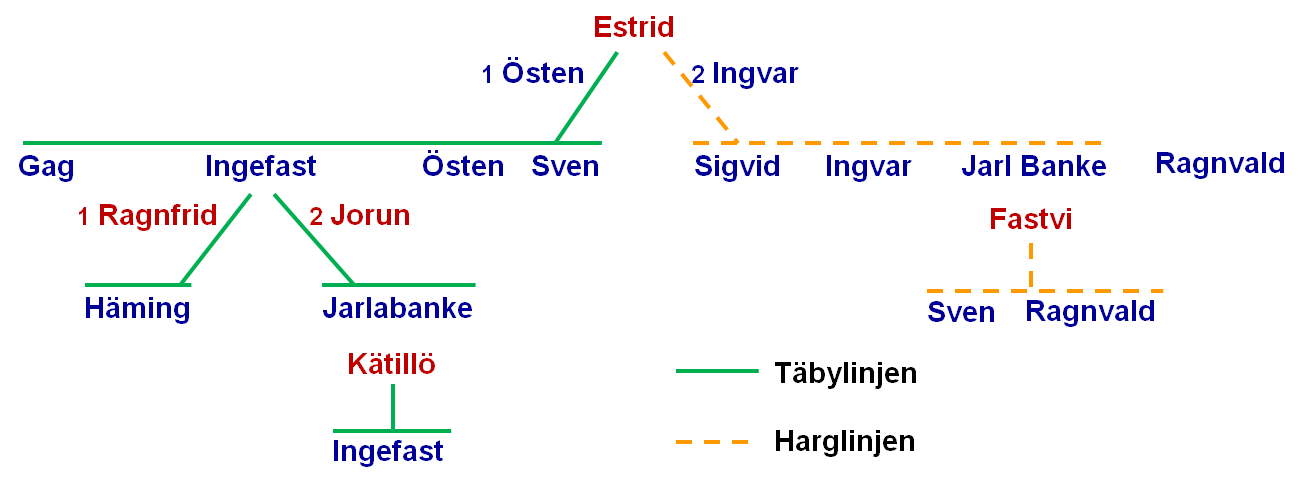
Jarlabankes ätt enligt en nyare teori.